# Isabelle Huppert
Isabelle Anne Madeleine Huppert (Parijs, 16 maart 1953) is een Franse actrice en filmproducente.

## Levensloop
Ze groeide op in een vrijzinnige en onbezorgde familie uit de gevestigde burgerij. Haar moeder Annick is lerares Engels en haar vader Raymond is een fabrikant van veiligheidsinrichtingen. Isabelle is de jongste van de vijf kinderen uit het gezin. Ze heeft drie zusters (Jacqueline, Elisabeth en Caroline) en een broer (Rémi).
Isabelle bracht haar kinderjaren door in Ville-d'Avray (Hauts-de-Seine) en ging naar de middelbare school in Saint-Cloud en het conservatorium van Versailles. Ze studeerde Russisch aan de Faculté de Clichy en volgde dramalessen aan het Conservatoire national d’art dramatique.
Isabelle heeft drie kinderen: Lolita (geboren op 1 oktober 1983), Lorenzo (geboren in januari 1988) en Angelo (geboren in september 1997). Ze woont in Parijs met haar man Ronald Chammah.
Haar filmdebuut was in Faustine et le bel été van Nina Companeez in 1972. In César et Rosalie door Claude Sautet uit 1972 speelde ze de jonge zuster van Romy Schneider. Ze werkte samen met regisseur Otto Preminger in Rosebud (1975) en met Bertrand Tavernier in Le Juge et l'Assassin (1976). Voor haar rol in Le Juge et l'Assassin won ze Le prix Suzanne-Bianchetti. In 1975 werkte ze samen met Liliane de Kermadec in Aloïse. Haar meest indrukwekkende rol uit de periode 1972-1976 was de laatste verschijning van 5 minuten in Les Valseuses van Bertrand Blier waarin ze de 16-jarige maagd Jacqueline speelde, een meisje dat in opstand kwam tegen haar ouders en sterft omdat ze wegliep met Gérard Depardieu, Miou-Miou en Patrick Dewaere.
Isabelle Huppert kende haar internationale doorbraak in 1977 met de Zwitsers/Franse film La Dentellière. Het was de meest besproken film op het Filmfestival van Cannes. In Violette Nozière, een film uitgebracht in 1978, zette ze opnieuw een sterke acteerprestatie neer. Ze werd al snel een van de drukste en meest gevraagde actrices in Europa. Van 1977 tot 1983 maakte ze zestien films in zes jaar tijd. Haar imago van postadolescent of tienerslachtoffer (onder meer in het sociaal drama Dupont Lajoie) leek permanent, ze bleef rollen aannemen in films als Les Indiens sont encore loin (1977), Retour à la bien-aimée (1979), Les Soeurs Brontë (1979), La Dame aux Camelias (1980), Les Héritières (1980), Les Ailes de la Colombe (1981) en de in een Franse Afrikaanse kolonie gesitueerde misdaadfilm Coup de torchon waarin haar personage altijd jong stierf. In die periode was ze voor het eerst te zien in een Hollywoodproductie : ze vertolkte de hoofdrol in de peperdure western Heaven's Gate die een van de grootste flops uit de Amerikaanse filmgeschiedenis werd en zo United Artists aan de rand van de afgrond bracht.
Na jaren werk voelde Huppert zich moe in de zomer van 1982. Ze vertrok na de opnames van La Truite naar Italië voor een persoonlijke reis van drie maanden ondanks het feit dat Diane Kurys, de regisseuse en scenarioschrijfster van Coup de foudre, haar dolgraag voor de rol van Lena in haar film wou. Isabelle twijfelde om de rol aan te nemen omdat ze ongerust was dat ze niet overtuigend een moeder kon spelen. Toch nam ze de rol aan, wat meteen het begin was van een hechte vriendschap met Diane Kurys.
Na La Femme de mon pote (1983) van Bertrand Blier stopte ze voor ongeveer negen maanden met werken om te bevallen van en te zorgen voor haar eerste kind, Lolita. Uit verschillende interviews uit die tijd blijkt dat ze heel onzeker was over haar plaats in de filmwereld. Ze had toen al in meer dan 30 films gespeeld en had desondanks nog geen César gewonnen. Ze begon aan zichzelf te twijfelen en ging naar de psycholoog.
Isabelle Huppert kwam er stilaan weer bovenop en ging weer aan het werk in het begin van 1984. Ze werkte vooral samen met hechte vrienden: met Christine Pascal in La Garce (1984), Josiane Balasko in Sac de nœuds (1985) en haar zuster Caroline Huppert in Signé Charlotte (1985). Ze deed mee in buitenlandse producties. Zo was ze te zien in de Australische film Cactus (1986) van Paul Cox en in de Amerikaanse thriller The Bedroom Window (1987) van Curtis Hanson. Ze speelde ook mee in Milan noir (1987), een film die werd geregisseerd door haar man Ronald Chammah. In 1987 verscheen ze hoogzwanger in het Poolse drama Les Possédés van Andrzej Wajda.
In de periode van 1983 tot 1987 leefde Huppert behoorlijk rustig, weg uit de kringen van de Franse cinema. Begin 1988 kreeg ze haar tweede kind, Lorenzo.
In 1988 maakte ze met Une affaire de femmes van Claude Chabrol haar rentree in de Franse cinema. Ze won voor haar rol van aborteuse de prijs voor de beste actrice op het Filmfestival van Venetië. Tien jaar na Violette Nozière werd ze herenigd met Claude Chabrol en ze gingen steeds vaker samenwerken. Ze vertolkte hoofdrollen voor hem in Madame Bovary (1991), La Cérémonie (1995) en Rien ne va plus (1997). Voor haar rol in La Cérémonie won Huppert niet alleen voor de tweede keer de prijs voor de beste actrice op het Filmfestival van Venetië maar ook haar eerste César en dat na zeven nominaties in de voorbije 20 jaren. In haar toespraak bij de uitreiking was ze haar regisseur Chabrol zeer erkentelijk.
Isabelle Huppert bleef samenwerken met buitenlandse regisseurs zoals met de Duitser Werner Schroeter in Malina (1991), de Oekraïner Igor Minayev in L’Inondation (1994), de Amerikaan Hal Hartley in Amateur (1994) en de Italiaanse broeders Paolo en Vittorio Taviani in Le affinità elettive (1996). Verder zijn een aantal van haar Franse films uit die tijd het vermelden waard: Après l'amour (1992) van Diane Kurys en La Séparation (1994) van Christian Vincent. Ze maakte ook een terugkeer naar het theater met Un mois à la campagne in 1988, Orlando in 1993 en 1994 en Mary Stuart in het London Royal National Theater in 1996.
Na de geboorte van haar derde kind Angelo in 1997 werd Isabelle herenigd met Benoît Jacquot. Ze maakte in 1981 Les Ailes de la Colombe met hem. De opnames van de nieuwe film, L'École de la chair waren gestart in februari 1998 en waren slechts voltooid twee dagen voor de Cannes aankondigingen van de officiële selecties voor de Competitie in 1998 van het Festival de Cannes. Sinds 1998 zouden Benoît en Isabelle werken aan drie films in de twee jaren daarna: L'École de la chair (1998), Pas de scandale (1999) en La Fausse suivante (2000). In 2009 kwam daar nog Villa Amalia bij.
Isabelle Huppert bleef haar prominente positie in de Franse cinema bevestigen terwijl ze het vierde decennium van haar carrière inging. Ze bleef constant twee tot drie film per jaar maken. Isabelle schuwde het niet om met regisseurs van een jongere generatie samen te werken. Dat was onder meer het geval in La Vie Moderne (1999) van Laurence Ferreira Barbosa, Saint-Cyr (2000) van Patricia Mazuy en Les Destinées sentimentales (2000) van Olivier Assayas. In 8 femmes (2001) van François Ozon en La Vie Promise (2002) van Olivier Dahan waagde ze zich zelfs aan samenwerking met een nog jongere generatie regisseurs. Daarnaast bleef ze werken met oudere regisseurs zoals Raoul Ruiz in Comédie de l'innocence (2000) en Claude Chabrol in Merci pour le chocolat (2000) en L'Ivresse du pouvoir (2006). Merci pour le chocolat was goed voor de prijs voor de beste actrice op het Montréal World Film Festival van 2000.
In 2001 bereikte de carrière van Isabelle Hupert een nieuw hoogtepunt met de film La Pianiste (2001) van Michael Haneke. Voor haar acteerprestatie ontving ze haar tweede prijs in Cannes. Later werkte ze nog twee keer samen met Haneke, onder meer voor het alom bekroonde drama Amour (2012). Volgens een poll van Studio Magazine was ze de meest geliefde actrice van het jaar 2002.

## Films (selectie)
- 1972
  - Faustine et le bel été van Nina Companeez
  - Le Bar de la fourche van Alain Levent
  - César et Rosalie van Claude Sautet
- 1974
  - Les Valseuses van Bertrand Blier
  - L’Ampélopède van Rachel Weinberg
  - Glissements progressifs du plaisir van Alain Robbe-Grillet
- 1975
  - Sérieux comme le plaisir van Robert Benayoun
  - Dupont Lajoie van Yves Boisset
  - Rosebud van Otto Preminger
  - Aloïse van Liliane de Kermadec
  - Le Grand délire van Dennis Berry
- 1976
  - Docteur Françoise Gailland van Jean-Louis Bertuccelli
  - Le Juge et l'Assassin van Bertrand Tavernier
  - Je suis Pierre Rivière van Christine Lipinska
  - Le Petit Marcel van Jacques Fansten
- 1977
  - La Dentellière van Claude Goretta
  - Les Indiens sont encore loin van Patricia Moraz
- 1978
  - Violette Nozière van Claude Chabrol
- 1979
  - Retour à la bien-aimée van Jean-François Adam
  - Les Soeurs Brontë van André Téchiné
- 1980
  - Loulou van Maurice Pialat
  - Sauve qui peut (la vie) van Jean-Luc Godard
  - Les Héritières van Márta Mészáros
  - Heaven's Gate van Michael Cimino
  - La storia vera della signora delle camelie van Mauro Bolognini
- 1981
  - Les Ailes de la colombe van Benoît Jacquot
  - Coup de torchon van Bertrand Tavernier
  - Eaux profondes van Michel Deville
- 1982
  - Passion van Jean-Luc Godard
  - La Truite van Joseph Losey
- 1983
  - Coup de foudre van Diane Kurys
  - Storia di Piera van Marco Ferreri
  - La Femme de mon pote van Bertrand Blier
- 1984
  - La Grace van Christine Pascal
- 1985
  - Signé Charlotte van Caroline Huppert
  - Sac de nœuds van Josiane Balasko
- 1986
  - Cactus van Paul Cox
- 1987
  - Milan noir van Ronald Chammah
  - The Bedroom Window van Curtis Hanson
  - Les Possédés van Andrzej Wajda
- 1988
  - Une affaire de femmes van Claude Chabrol
- 1989
  - Seobe van Aleksandar Petrovic
- 1990
  - La Vengeance d'une femme van Jacques Doillon
- 1991
  - Malina van Werner Schroeter
  - Madame Bovary van Claude Chabrol
- 1992
  - Après l'amour van Diane Kurys
- 1994
  - Amateur van Hal Hartley
  - L’Inondation van Igor Minayev
  - La Séparation van Christian Vincent
- 1995
  - La Cérémonie van Claude Chabrol
- 1996
  - Les Affinités électives van Paolo en Vittorio Taviani
- 1997
  - Les Palmes de M. Schutz van Claude Pinoteau
  - Rien ne va plus van Claude Chabrol
- 1998
  - L'École de la chair van Benoît Jacquot
- 1999
  - Pas de scandale van Benoît Jacquot
  - La Vie Moderne van Laurence Ferreira Barbosa
- 2000
  - La Fausse suivante van Benoît Jacquot
  - Saint-Cyr van Patricia Mazuy
  - Les Destinées sentimentales van Olivier Assayas
  - Merci pour le chocolat van Claude Chabrol
  - Comédie de l'innocence van Raoul Ruiz
- 2001
  - La Pianiste van Michael Haneke: Erika Kohut
- 2002
  - 8 femmes van François Ozon: Augustine
  - Deux van Werner Schroeter
  - La Vie Promise van Olivier Dahan
- 2003
  - Le Temps du loup van Michael Haneke
- 2004
  - Ma Mère van Christophe Honoré
  - I love Huckabees van David O. Russell
  - Les Sœurs fâchées van Alexandra Leclère
- 2005
  - Gabrielle van Patrice Chéreau
- 2006
  - L'Ivresse du pouvoir van Claude Chabrol
  - Nue propriété van Joachim Lafosse
- 2007
  - L’Amour caché van Alessandro Capone
  - Medee Miracle van Tonino De Bernardi
- 2008
  - Un barrage contre le Pacifique van Rithy Panh
- 2009
  - Villa Amalia van Benoît Jacquot
- 2010
  - Copacabana van Marc Fitoussi
- 2011
  - Captured van Brillante Mendoza
  - My Little Princess van Eva Ionesco
  - Mon pire cauchemar van Anne Fontaine
- 2012
  - Amour van Michael Haneke : Éve
  - Bella addormentata (of La Belle Endormie) van Marco Bellocchio : Divina Madre
- 2013
  - La Religieuse van Guillaume Nicloux : Mère Supérieure de Saint-Eutrope
  - Dead Man Down van Niels Arden Oplev : Valentine Louzon
  - Au bonheur des ogres van Nicolas Bary : La reine Zabo
  - Tip Top van Serge Bozon : Esther Lafarge
- 2014
  - Abus de faiblesse van Catherine Breillat : Maud
  - La Ritournelle van Marc Fitoussi : Brigitte
  - The Disappearance of Eleanor Rigby: Him & Her van Ned Benson : Mary Rigby
- 2015
  - Louder than Bombs van Joachim Trier
  - Valley of Love van Guillaume Nicloux : Elle
- 2016
  - L'Avenir van Mia Hansen-Løve: Nathalie
  - Elle van Paul Verhoeven: Michelle
  - Souvenir van Bavo Defurne: Liliane
- 2017
  - Happy End van Michael Haneke: Anne Laurent
  - Madame Hyde van Serge Bozon: Madame Géguil
- 2018
  - Eva van Benoît Jacquot: Eva
  - Greta van Neil Jordan: Greta Hideg
- 2019
  - Une jeunesse dorée van Eva Ionesco: Lucile Wood
  - Blanche comme neige van Anne Fontaine: Maud
  - Frankie van Ira Sachs: Frankie
- 2020
  - La Daronne van Jean-Paul Salomé: Patience Portefeux
  - Garçon chiffon van Nicolas Maury: zichzelf
- 2021
  - A propos de Joan van Laurent Larivière: Joan Verra
  - L'Ombra di Caravaggio van Michele Placido: Costanza Sforza Colonna
- 2024
  - Yeohaengjaui pilyo van Hong Sang-soo: Iris

## Prijzen en nominaties

### Prix Lumièresvoor beste actrice
- 1996: La Cérémonie (gewonnen)
- 2001: Merci pour le chocolat (gewonnen)
- 2006: Gabrielle (gewonnen)
- 2017: Elle (gewonnen)

### Prix Suzanne Bianchetti voor meestbelovende jonge actrice
- 1976: Le Juge et l'Assassin

### César

#### César voor beste actrice
- prijs:
  - 1996: La Cérémonie
  - 2016: Elle
- nominaties:
  - 1978: La Dentellière
  - 1979: Violette Nozière
  - 1981: Loulou
  - 1982: Coup de torchon
  - 1989: Une affaire de femmes
  - 1995: La Séparation
  - 1999: L'École de la chair
  - 2001: Saint-Cyr
  - 2002: La Pianiste
  - 2003: 8 femmes
  - 2006: Gabrielle

#### César voor beste vrouwelijke bijrol
- nominatie:
  - 1976: Aloïse

### Filmfestival van Cannes
- 1978: Beste actrice, voor Violette Nozière (gewonnen)
- 2001: Beste actrice, voor La Pianiste (gewonnen)

### Filmfestival van Venetië
- 1988: Beste actrice, voor Une affaire de femmes (gewonnen)
- 1995: Beste actrice, voor La Cérémonie (gewonnen)
- 2005: Speciale Gouden Leeuw, voor Gabrielle (gekregen)

### Filmfestival van Berlijn
- 2005: Zilveren Beer voor Beste Actrice, voor 8 femmes (gewonnen samen met de 7 andere actrices in de film)

### Filmfestival vanMoskou
- 2005: Beste actrice, voor Madame Bovary (gewonnen)

### World Film Festival van Montréal
- 2000: Beste actrice, voor Merci pour le chocolat (gewonnen)

### European Film Awards
- 2001: Beste actrice, voor La Pianiste (gewonnen)
- 2002: Beste actrice, voor 8 femmes (gewonnen samen met de zeven andere actrices in de film)
- 2004: Prijs van het publiek voor de beste actrice, voor Ma mère (nominatie)

### Étoiles d’Or
- 2003: Beste actrice, voor 8 femmes (gewonnen)

### BAFTA
- 1978: Beste nieuwkomer, voor La Dentellière (gewonnen)

### Premi David di Donatello
- 1980: Beste actrice, voor La Dentellière (gewonnen)
- 2003: Speciale David (gewonnen)

### Deutscher Filmpreis
- 1991: Beste actrice, voor Malina (gewonnen)

### Internationaal filmfestival van Valladolid
- 1988: Beste actrice, voor Une affaire des femmes (gewonnen)

### Internationaal filmfestival van Locarno
- 2017: Gouden Luipaard voor beste actrice, voor Madame Hyde (gewonnen)

### Filmfestival vanBogota
- 1989: Beste actrice, voor Une affaire des femmes (gewonnen)

### Academy Award
- 2017: Oscar voor beste actrice, voor Elle (genomineerd)

### Golden Globe
- 2017: Beste actrice, voor Elle (gewonnen)

### Overige prijzen
- in 1999 werd aan haar de Poolse Kristallen Bol uitgereikt haar bijdragen tot de wereldcinema.
- Voor Elle ontving zij verder:
  - Beste actrice van de Boston Society of Film Critics, de Boston Online Film Critics Association, de Florida Film Critics Circle, de Gotham Independent Film Awards, de IndieWire Critics Poll, de Los Angeles Film Critics Association, de National Society of Film Critics, de New York Film Critics Circle Award, de New York Film Critics Online het Palm Springs International Film Festival, de San Francisco Film Critics Circle het Santa Barbara International Film Festival, en de Satellite Awards, de St. Louis Gateway Film Critics Association, de Vancouver Film Critics Circle, en de Village Voice Film Poll.
  - Dapperste prestatie en Defying Age and Ageism van de Alliance of Women Film Journalists